# Moderne tider
Moderne Tider (originaltitel Modern Times) er en farce fra 1936 film af og med Charlie Chaplin, hvor hans lille vagabond kæmper for at overleve i den moderne, industrialiserede verden. Filmen er en kommentar til den desperate arbejdsløshed og de vanskelige økonomiske forhold mange mennesker var udsat for under den store depression, forhold som efter Chaplins opfattelse skyldtes den effektive, moderne industrialisering.